# Goby Lake
Goby Lake ist ein Brackwassersee im Inselstaat Palau auf der Halbinsel Ngermeuangel der Insel Koror.

## Geographie
Das Gewässer ist möglicherweise nach dort heimischen Grundeln benannt. Der See liegt im Süden der Ngermeuangel-Halbinsel, welche den Südteil von Koror ausmacht und selbst durch tiefe Buchten und zerklüftete Korallenformationen geformt ist. Nur knapp einen Kilometer weiter nordöstlich liegt der größere Uet Era Ngermeuangel-See.
Der See hat zwar durch Spalten Verbindung mit dem Meer, ist jedoch meromiktisch. Ab einer Wassertiefe von 15 Metern gibt es dort keinen Sauerstoff mehr. Er erreicht eine Tiefe von ca. 30 Meter.

## Fauna
Der See ist bekannt für seine Population der Quallenart Mastigias papua.